# Cordia uncinulata
Cordia uncinulata là loài thực vật có hoa trong họ Mồ hôi. Loài này được De Wild. mô tả khoa học đầu tiên năm 1921.